# Poggio-Marinaccio
Poggio-Marinaccio (kors. U Poghju è Marinacciu) – miejscowość i gmina we Francji, w regionie Korsyka, w departamencie Górna Korsyka.
Według danych na rok 1990 gminę zamieszkiwały 22 osoby, a gęstość zaludnienia wynosiła 8 osób/km².